# Tom Forsyth
Thomas „Tom“ Forsyth (* 23. Januar 1949 in Glasgow; † 14. August 2020) war ein schottischer Fußballspieler auf der Position eines Verteidigers.

## Laufbahn
Während seiner gesamten Profikarriere stand Forsyth nur bei zwei Vereinen unter Vertrag: 1967 begann er seine Laufbahn beim damals noch unterklassigen FC Motherwell und im Oktober 1972 wechselte er zu den Glasgow Rangers, mit denen er dreimal schottischer Meister wurde und insgesamt neunmal den schottischen Pokalwettbewerb bzw. den Ligapokal gewann.
Seinen ersten Länderspieleinsatz für die schottische Nationalmannschaft bestritt Forsyth am 9. Juni 1971 bei einem Auswärtsspiel gegen Dänemark (0:1) im Rahmen der EM-Qualifikation. Ein weiterer Einsatz folgte am 17. Oktober 1973 bei einem Auswärtsspiel gegen die Tschechoslowakei (0:1) bei der WM-Qualifikation. Auf seinen dritten Länderspieleinsatz musste Forsyth bis 1976 warten, wurde dann aber Stammspieler in der Nationalmannschaft und absolvierte in den nächsten zwei Jahren insgesamt zwanzig Länderspiele. Höhepunkt seiner Laufbahn in der Nationalmannschaft war die Teilnahme an der Fußball-Weltmeisterschaft 1978, bei der er in allen Vorrundenspielen der Bravehearts zum Einsatz kam.

## Erfolge
- Schottischer Meister: 1975, 1976, 1978
- Schottischer Pokalsieger: 1973, 1976, 1978, 1979, 1981
- Schottischer Ligapokalsieger: 1976, 1978, 1979, 1982